# Hiptage lanceolata
Hiptage lanceolata är en tvåhjärtbladig växtart som beskrevs av Arenes. Hiptage lanceolata ingår i släktet Hiptage och familjen Malpighiaceae. Inga underarter finns listade i Catalogue of Life.